# Blohm + Voss
Blohm + Voss (v pretklosti Blohm & Voss in Blohm und Voss) je nemško ladjedelniško podjetje, ki je v preteklosti preko podružnice (Hamburger Flugzeugbau) proizvajalo tudi letala. Trenutno je podjetje podružnica od ThyssenKrupp Marine Systems. Blohm + Voss gradi ladje za nemško mornarico Kriegsmarine. Ukvarja se tudi s popravilom in vzdrževanje velikih potniških ladij kot npr. RMS Queen Mary 2 in MS Queen Victoria.Decembra 2011 so oznanili, da bodo prodali civilni ladjedelniški odddelek britanski investicijski družbi STAR Capital Partners. 
Podjetje sta leta 1877 ustanovila Hermann Blohm in Ernst Voss. Ladjedelnico so zgradili na otoku Kuhwerder. Med 2. svetovno vojno so izkoriščali delavce iz koncentracijskih taborišč. Med vojno so bile tovarne in ladjedelnice skoraj popolno uničene.

## Znane ladje in podmornice

### Jadrnice
- Flying P-Liner: med njimi Petschili (1903), Pamir (1905), Passat (1911), Peking (1911), Pola (1916) in Priwall (1917)
- Prinzess Eitel Friedrich (1909) (kasneje Dar Pomorza)

## Linijske in druge potniške ladje
- RMS Majestic
- SS Cap Arcona
- SS Europa
- MV Explorer
- SS Potsdam
- TS Pretoria in TS Windhuk
- Prinzessin Victoria Luise
- MV Wilhelm Gustloff

### Vojaške ladje 1. svetovne vojne
- SMS Glyndwr
- SMS Von der Tann, bojna križarka
- SMS Goeben, bojna križarka
- SMS Moltke, bojna križarka
- SMS Scharnhorst, oklepna križarka
- SMS Seydlitz in SMS Derfflinger, bojni križarki

### Vojaške ladje 2. svetovne vojne
- Admiral Hipper , težka križarka
- Bismarck, bojna ladja
- Podmornice razreda Tip VII, Tip XVIIB, Tip XXI in nedokočnani XXVI

### Moderne ladje
- Aradu  (MEKO 360H1) fregata
- Almirante Brown (MEKO 360H2) rušilci za Argentinsko mornarico
- Rheinland-Pfalz (F209), fregata razreda Bremen
- Brandenburg (F215), fregata razreda Brandenburg
- Sachsen (F219), fregata razreda Sachsen
- Vasco da Gama (F330), fregata razreda Vasco da Gama (MEKO 200PN)
- Patruljni čolni razreda Z28

- Vstop v ladjedelnico
- file:Freedom of the Sea Bug.jpg
- Cosco Brisbane v ladjdelnici Blohm  + Voss

## Letala
Letala, ki jih je gradila podružnica Hamburger Flugzeugbau, sprva so imeli oznako "Ha", kasneje "BV".
- Blohm & Voss BV 40
- Blohm & Voss Ha 135 dvosedežni enomotorni športni dvokrlnik 1933
- Blohm & Voss Ha 136[4] eksperimentalno enomotorno šolsko letalo
- Blohm & Voss Ha 137 prototipni strmoglavec
- Blohm & Voss BV 138 patruljni leteči čoln (prve verzije so imele oznako Ha 138)
- Blohm & Voss Ha 139 vodno letalo z dolgim dosegom
- Blohm & Voss Ha 140 prototipni torpedni bombnik
- Blohm & Voss BV 141 izvidniško asimetrično letalo
- Blohm & Voss BV 142 izvidnik in transportno letalo
- Blohm & Voss BV 143 jadralna bomba
- Blohm & Voss BV 144 potniško letalo
- Blohm & Voss BV 155 visokovišinski prestreznik (v preteklosti Me 155)
- Blohm & Voss BV 222 Wiking transporni leteči čoln
- Blohm & Voss BV 226 jadralna bomba z dolgim dosegom
- Blohm & Voss BV 237 prototipni  enomotorni enosedežni jurišnik
- Blohm & Voss BV 238 prototipni leteči čoln, največje letalo sil osi, ki je poletelo
- Blohm & Voss BV 246 Hagelkorn jadralna bomba z dolgim dosegom
- Blohm & Voss BV P.111 – podoben BV 237, je pa imel tri motorje
- Blohm & Voss BV P.170
- Blohm & Voss BV P.178 - eksperimentalni reaktivni strmoglavec
- Blohm & Voss P.194 - projekt taktičnega bombnika
- Blohm & Voss P.208
- Blohm & Voss BV P.211 prototipni reakivni lovec
- Blohm & Voss P.212
- Blohm & Voss P.213, prototipni lovec s pulznim reaktivnim motorjem